# Cyrano z predmestia
Cyrano z predmestia je původní slovenský muzikál o dvou dějstvích z roku 1977 na libreto Alty Vášové. Hudbu složili Marián Varga a Pavol Hammel, texty písní napsali Kamil Peteraj a Ján Štrasser. Hudbu nahrála studiová skupina Vivat ve složení Marián Varga – klávesy, František Griglák – sólová gitara, Pavol Hammel – akustická kytara, Ivan Belák – basová kytara,  Laco Lučenič – basová kytara,  Peter Szapu – bicí, Karol Oláh – bicí. Autorka libreta přenesla děj Rostandova Cyrana z Bergeracu do současnosti do prostředí hudebních klubů.

## Děj muzikálu
Děj se odehrává na periferii velkoměsta v mládežnickém klubu. Hlavním hrdiny jsou Cyrano, skladatel, a vedoucí rockové kapely Kadeti, a zpěvačka Roxana. Roxana se zamiluje do pohledného Jana, který ji zaujme písní, kterou pro něj ovšem složil Cyrano. Roxana tak vlastně, aniž to tuší, miluje dva muže. Jan si později uvědomí, že Roxana nemiluje jeho, ale písně, o kterých se domnívá, že je skládá pro ni. Jan psychicky nezvládne odchod Roxany na turné, které ji nabídne manažer Derma. Začne pít a později sám ukončí svůj život. Roxana po jeho smrti chce zpívat Píseň pro Roxanu, kterou ji kdysi věnoval Jan. Poprosí Cyrana, aby si ji zazpíval s ní. Vzápětí zjistí, že autorem písně je Cyrano, a koho vlastně milovala.

## Postavy a první obsazení
| Cyrano           | Jozef Benedik                   |
| Roxana           | Kamila Magálová, Jana Jakubcová |
| Jan              | Martin Danko                    |
| Ruda, číšník     |                                 |
| Berta, jeho žena |                                 |
| Derma, manažer   | Ivo Heller                      |
| Tibor            |                                 |
| Igor             |                                 |
| Felix            |                                 |
| První malíř      |                                 |
| Druhý malíř      |                                 |
| Třetí malíř      |                                 |
| Barmanka         |                                 |
| Konferenciér     |                                 |

## Nahrávka
- 1978  Jozef Benedik (Cyrano), Jana Jakubcová, Kamila Magálová (Roxana), Martin Danko (Jan), Marián Varga (klávesy), František Griglák (sólová kytara), Pavol Hammel (akustická kytara), Ivan Belák (basová kytara), Laco Lučenič (basová kytara), Peter Szapu (bicí), Karol Oláh (bicí), orchestr a sbor Nové scény v Bratislavě, Zdenko Macháček, (dirigent) OPUS, LP 9116 0638